# Fernando Soledade
Fernando Soledade (Rio de Janeiro, 5 de fevereiro de 1879 — Rio de Janeiro, 6 de maio de 1959) foi um atirador esportivo brasileiro.
Representou o país nos Jogos Olímpicos de Verão de 1920, em Antuérpia, na Bélgica. Conquistou uma medalha de bronze na disputa de pistola livre de 50 m por equipe.
Soledade era médico, prestando serviços médicos à Diretoria Geral do Tiro de Guerra. Foi filiado à Confederação Brasileira de Tiro Esportivo, então ligada ao Exército Brasileiro, e venceu os campeonatos brasileiros de 1909 e 1910. Participou dos primeiros eventos internacionais de tiro disputados na América do Sul, denominados Torneio do Centenário da Argentina (1910) e os Jogos Pan-Americanos, (maio/1912), vencendo no segundo um bronze por equipe na prova de revólver.
Fora a homenagem recebida do presidente Epitácio Pessoa pela equipe de tiro na volta ao Brasil, não há informações sobre o que ocorreu com a vida de Soledade após a Olimpíada. Por esse motivo, José Roberto Torero escolheu Soledade como protagonista de Ouro, prata, bronze e… Chumbo!, um curta-metragem sobre a equipe de tiro que venceu as primeiras medalhas olímpicas brasileiras. Lançado em 2012, o curta tem o formato de um falso documentário filmado por Soledade, interpretado pelo ator Clayton Bonardi.